# Stroncone
Stroncone est une commune italienne de la province de Terni, dans la région Ombrie. Le village a obtenu le label des Plus Beaux Bourgs d'Italie.

## Administration
Maire : Nicola Beranzoli.

### Hameaux
Vasciano, Aguzzo, Finocchieto, Coppe.

### Communes limitrophes
Calvi dell'Umbria, Configni, Cottanello, Greccio, Narni, Otricoli, Rieti, Terni.

## Jumelages
- Voves (France) depuis 2007.